# 3204 Lindgren
3204 Lindgren este un asteroid din centura principală, descoperit pe 1 septembrie 1978 de Nikolai Cernîh.